# Aire d'attraction de l'Île-d'Yeu
L'aire d'attraction de l'Île-d'Yeu est un zonage d'étude défini par l'Insee pour caractériser l’influence de la commune de L'Île-d'Yeu sur les communes environnantes. Publiée en octobre 2020, elle se substitue à l'aire urbaine de L'Île-d'Yeu, qui se composait d'une commune dans le zonage de 2010.

## Définition
L'aire d'attraction d'une ville est composée d’un pôle, défini à partir de critères de population et d’emploi ainsi que d’une couronne constituée des communes dont au moins 15 % des actifs travaillent dans le pôle. Le pôle d’attraction constitue ainsi un point de convergence des déplacements domicile-travail,.

## Type et composition
L’aire d'attraction de l'Île-d'Yeu est une aire intra-départementale qui ne comporte qu'une communes dans la Vendée. 
Elle est catégorisée dans les aires de moins de 50 000 habitants, une catégorie qui regroupe 12,2 % au niveau national.

### Composition communale
| Nom                          | Code Insee | Département | Statut         | Superficie (km2) | Population (dernière pop. légale) | Densité (hab./km2) | Modifier                                    |
| ---------------------------- | ---------- | ----------- | -------------- | ---------------- | --------------------------------- | ------------------ | ------------------------------------------- |
| L'Île-d'Yeu (commune-centre) | 85113      | Vendée      | commune-centre | 23,32            | 4 887 (2022)                      | 210                | modifier les données · modifier les données |